# Derbi

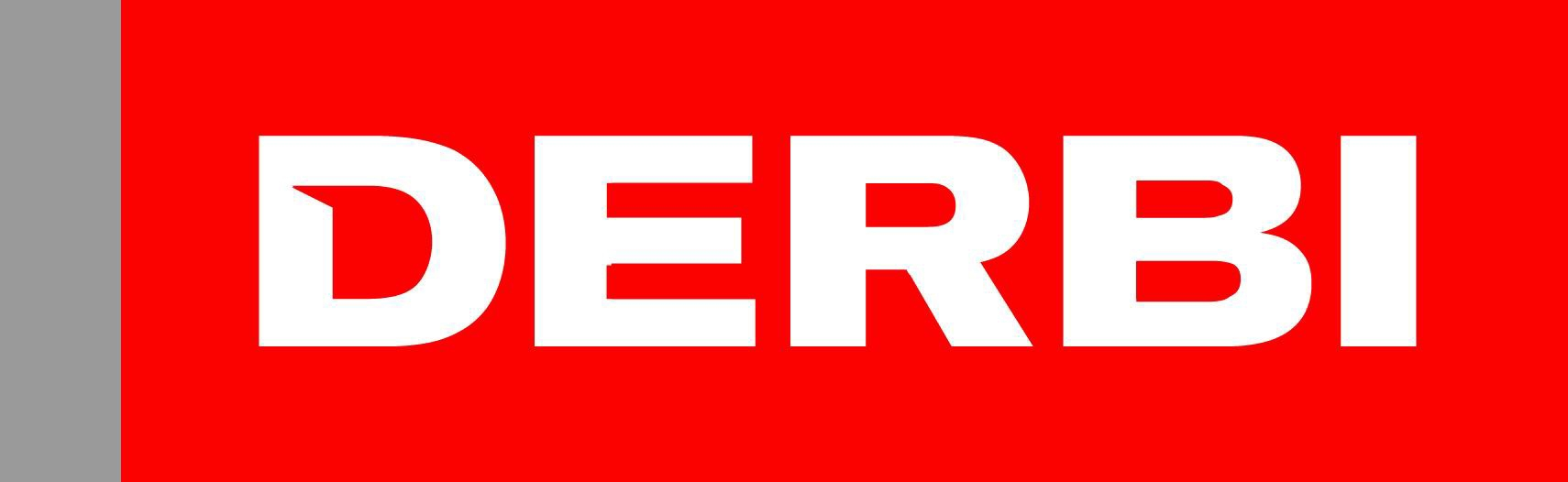
Logo der Marke Derbi

Derbi ist eine spanische Motorradmarke aus Martorell in Katalonien, sie ist Teil des italienischen Piaggio-Konzerns.

## Geschichte
Die Firma wurde 1922 von Simeón Rabasa i Singla in Spanien als Fahrradwerkstatt gegründet. Der Name setzt sich aus den Anfangsbuchstaben von „derivado de bicicleta“ (dt.: „Abgeleitet von Fahrrädern“) zusammen. Nach dem Zweiten Weltkrieg begann Derbi mit der Serienproduktion des ersten Mopeds, der nach den Initialen des Firmengründers benannten SRS.
Ein bekanntes Modell der 1990er Jahre war der Derbi Vamos. Bis heute werden von Derbi in erster Linie Mofas, Mopeds, Motorroller, Leichtkrafträder von 50 bis 125 cm³ produziert. 2006 bis 2008 war auch ein großes Motorrad, der Scrambler Mulhacén 659, in der Produktpalette. Seit dem 22. März 2013 ist die Fabrik von Derbi in Martorelles geschlossen. Das letzte Fahrzeug, das vom Band rollte, war eine Senda DRD 50.

## Motorsport
In der Motorrad-Weltmeisterschaft konnte Derbi bislang zwölf Fahrerweltmeisterschaften, neun Konstrukteurstitel und 106 Grand-Prix-Siege einfahren (Stand: 7. November 2010). Der erste Grand-Prix-Sieg gelang am 14. Juni 1968 dem Australier Barry Smith in der 50-cm³-Klasse beim Isle of Man TT. Die erste Weltmeisterschaft holte im Jahr 1969 Ángel Nieto in der Klasse bis 50 cm³. In der Saison 2008 gewann Mike Di Meglio auf einer Derbi den Fahrertitel in der Klasse bis 125 cm³. 2010 gelang dem spanischen Motorradhersteller in der Klasse bis 125 cm³ sowohl der Gewinn der Konstrukteurs- als auch der Fahrerwertung durch Marc Márquez.

## Modelle

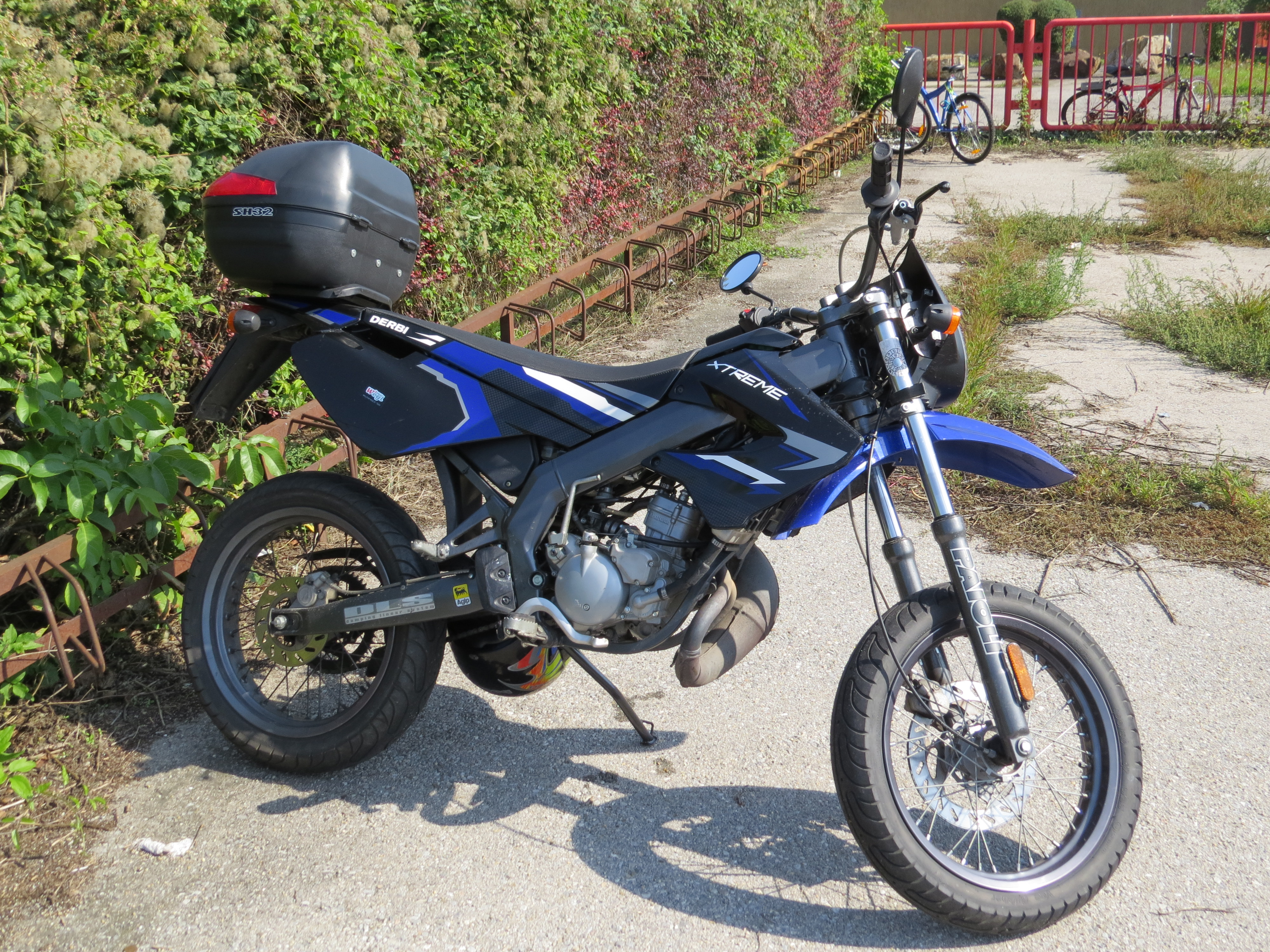
Derbi Senda X-Treme

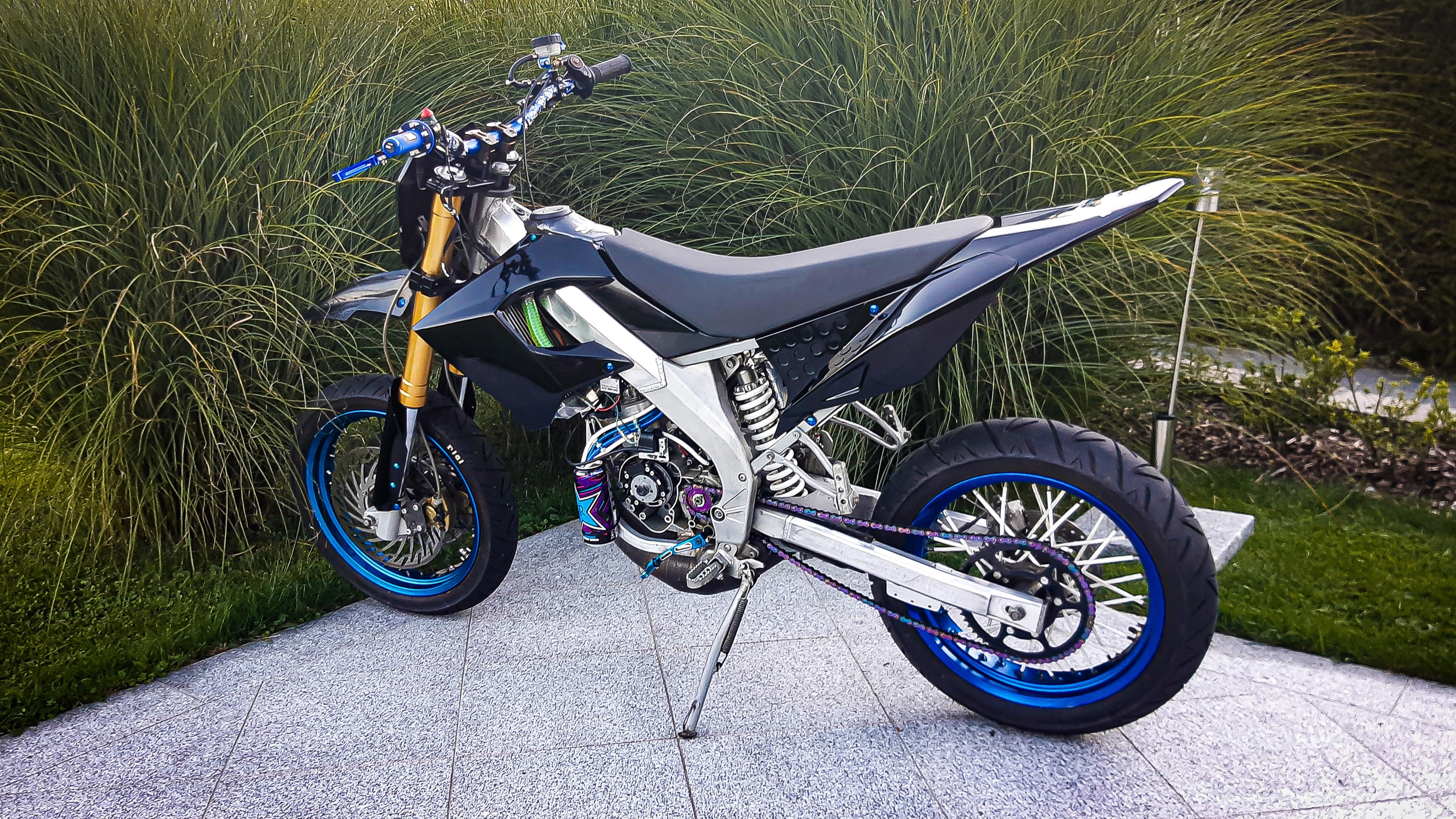
Derbi DRD PRO mit seltener Sebac Doppelscheiben-Gabel

| Motorrad       | Leichtkrafträder | Leichtkrafträder | Motorroller | Motorroller                                                                                     |
|                | ≈50 cm³ | ≈125 cm³ | ≈50 cm³ | ab 125 cm³                                                                                      |
| - Mulhacén 659 | - GPR 50 Racing - GPR 50 Nude - GPR 50 Replica - Senda 50 SM/R X-Race - Senda 50 SM/R X-treme - Senda 50 SM/R DRD Racing - Senda 50 SM DRD Evo - Senda 50 SM/R DRD Pro - Senda 50 R - Fenix 50 H - Fenix 50 R - Savannah FDS/FD 50 | - GPR 125 Racing - GPR 125 4T 4V - Mulhacén 125 - Senda R 125 Baja - Senda SM 125 Baja - Senda DRD SM 125 4T 4V - Senda DRD R 125 4T 4V - Terra 125 | - Vamos 50 - Hunter 50 - Paddock 50 - Predator 50 - Atlantis City 50 - Atlantis Bullet 50 - Boulevard 50 - GP1 50 Open | - Boulevard 125 - GP1 125 - GP1 125 Racing - GP1 250 - GP1 250 Racing - Rambla 125 - Rambla 250 |